# Amy Litt
Dra. Amy Litt (n. 1970 ) es una taxónoma, y botánica estadounidense especialista en el género de planta carnívora Nepenthes. Es Directora de Genómica Vegetal, y curadora Cullman.
Posee un Ph.D., por la City University of New York, en el New York Botanical Garden, de 1999. Defendió la tesis: "Floral morphology and phylogeny of Vochysiaceae".

## Algunas publicaciones
- Litt, A. 2010. Evolution of the ABC model of flower development: how new molecular mechanisms produce new floral forms. In prep for special issue of Int. J. Plant Sci.
- Hileman, L. C., S. Drea, G. de Martino, A. Litt, V.F. Irish. In press. Virus induced gene silencing is an effective tool to assay gene function in the basal eudicot Papaver somniferum (opium poppy). Plant J.
- Irish, V. F., A. Litt. 2005. Flower development and evolution: gene duplication, diversification, and redeployment. Current Opinions in Genes and Development 15
- Liu, Y., Nakayama, N., Schiff, M., Litt, A., Irish, V.F. Dinesh-Kumar, S.P. 2004. Virus induced gene silencing of a deficiens ortholog in Nicotiana benthamiana. Plant Mol. Biol. 54: 701-711
- Sytsma, K.J., A. Litt., M. Zjhra, J. C. Pires, M. Nepokroeff, E. Conti, J. Walker, P.Wilson. 2004. Clades, clocks, and continents: historical and biogeographical analysis of Myrtaceae, Vochysiaceae, and relatives in the southern hemisphere. International J. of Plant Sci. 165 (4 Suppl.) S85-S105
- Litt, A. Vochysiaceae and Euphroniaceae. 2004. En: Flowering Plants of the Neotropics, N. Smith, S. A. Mori, A. Henderson, D. W. Stevenson, and S. Heald, eds. Princeton Univ. Press, Princeton.
- Litt, A., V. F. Irish. 2003. Duplication and divergence in the APETAL1/FRUITFULL gene lineage: implications for the evolution of floral development programs. Genetics 165: 821-833
- Litt, A., D. W. Stevenson. 2003. Floral morphology of Vochysiaceae I. Position of the single fertile stamen. Am. J. of Botany 90:1533-1547
- Litt, A., D. W. Stevenson. 2003. Floral morphology of Vochysiaceae II. Structure of the gynoecium. Am. J. of Botany 90: 1548-1559
- Litt., A., M. Cheek. 2002. Korupodendron songweangum, a new genus and species of Vochysiaceae form West-Central Africa. Brittonia 54: 13-17
- Litt, A., M. W. Chase. 1999. The systematic position of Euphronia, with comments on the position of Balanops: an analysis based on rbcL sequence data. Systematic Botany 23: 401-	409
- Conti, E., A. Litt, P.G. Wilson, S.A Graham, B.G. Briggs, L.A.S. Johnson, K.J. Sytsma. 1997. Interfamiliar relationships in Myrtales: molecular phylogeny and patterns of morphological evolution. Systematic Botany 22: 629-647
- Conti, E., A. Litt, K. J. Sytsma. 1996. Circumscription of the Myrtales and their relationships to other Rosids: evidence from rbcL data. American J. of Botany 83: 221-233

### Libros
- Amy Litt. 1999. Floral morphology and phylogeny of Vochysiaceae. Editor City Univ. of New York, 528 pp.

- La abreviatura «Litt» se emplea para indicar a Amy Litt como autoridad en la descripción y clasificación científica de los vegetales.[2]